# Tempo G1200
Tempo G1200 — немецкий многоцелевой полноприводный автомобиль военного назначения. Одна из первых серийных полноприводных легковых автомашин германского производства.

## История
В 1934 году Управление сухопутных войск утвердило план стандартизации и унификации военного автотранспорта, в соответствии с которым для вермахта предполагалось создание семейства полноприводных стандартизованных легковых автомашин «Einheits-Personenkraftwagen».
В 1935 году расположенная в Гамбурге фирма «Vidal & Sohn Tempo-Werk GmbH» разработала и представила проект автомашины Tempo G1200, серийное производство которой было начато в 1936 году. Конструктором машины являлся Отто Даус (Otto Daus).
Во время Второй мировой войны Tempo G1200 использовались в качестве патрульной, разведывательной и штабной машины.
В 1943 году немецкое военно-политическое руководство приняло решение о сокращении номенклатуры выпускаемых автомашин военного назначения, и производство внедорожника было прекращено.
В общей сложности, в 1936—1943 гг. в Германии было выпущено 1243 автомашины и ещё несколько собрали во Франции. Таким образом, последняя автомашина этого типа была изготовлена в 1944 году.

## Описание

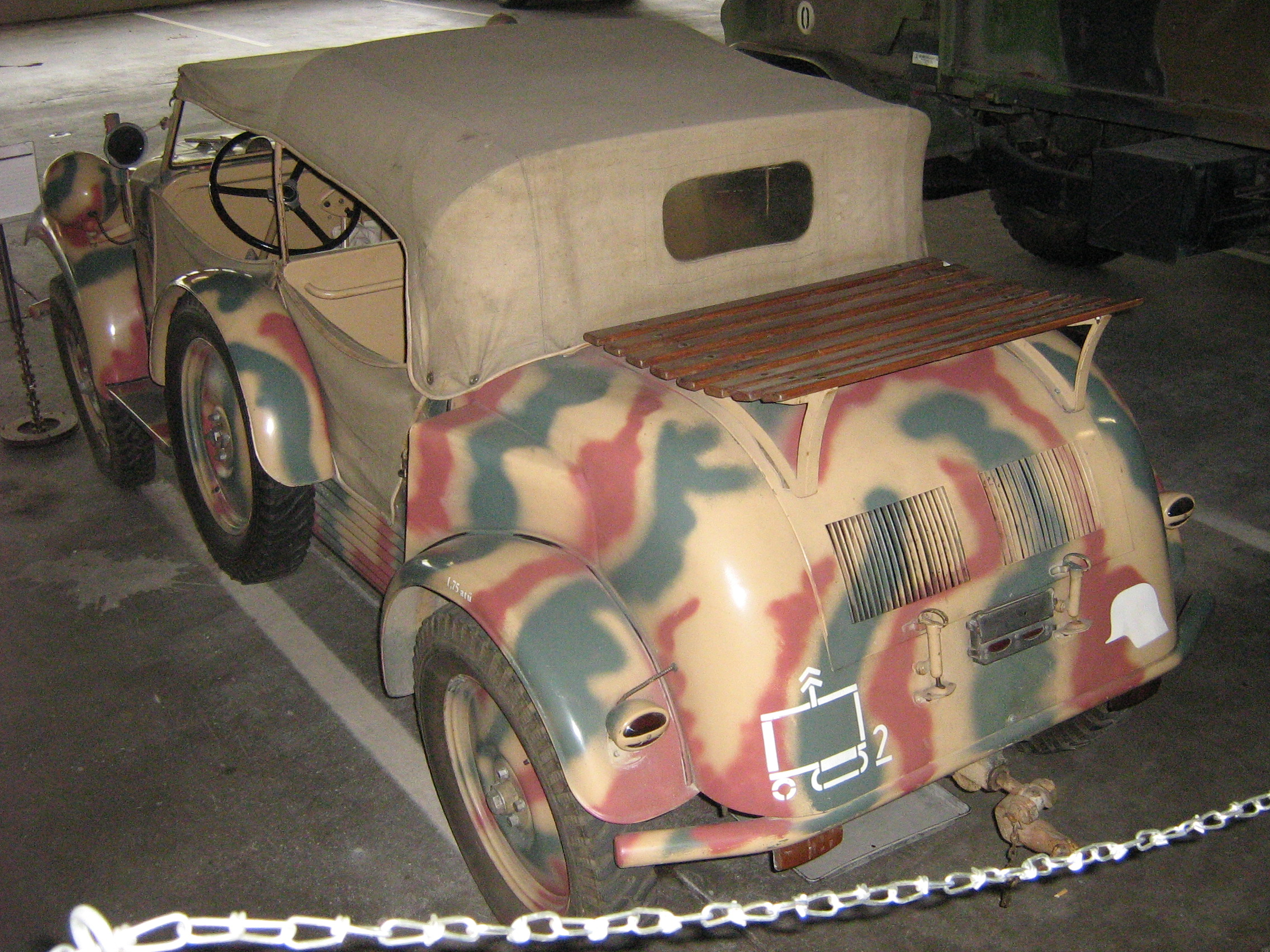
Tempo G1200 выпуска 1937 года с эмблемой дивизии «Великая Германия» (вид сзади)

Четырёхдверный открытый кузов автомашины базировался на центральной трубчатой раме и имел похожие по форме переднюю и заднюю части, под капотами которых размещались 2-цилиндровые 2-тактные двигатели мощностью по 19 л. с. Каждый из двигателей имел свою коробку передач и приводил свою пару (передних или задних) колес на независимой пружинной подвеске. Также все 4 колеса были поворотными. При этом водитель мог использовать только один двигатель (для движения по дорогам в экономичном режиме) или оба сразу — для улучшения проходимости.
Для защиты от осадков машина комплектовалась складным тентом. Масса машины с открытым сверху кузовом армейского образца составляла 1160 кг, однако некоторое количество машин для было выпущено с закрытым кузовом (в частности, автомашины, предназначенные для эксплуатации в условиях холодного климата скандинавских стран), в результате их масса увеличилась до 1450 кг.
Машины комплектовались боковыми, свободно вращавшимися запасными колесами, которые выполняли роль опорных катков для улучшения проходимости по пересеченной местности со сложным рельефом, преодоления вертикальных преград, форсирования канав или траншей.
Машина могла форсировать брод глубиной до 60 см.

## Страны-эксплуатанты
- Нацистская Германия — находился на вооружении пограничной охраны, использовался ваффен-СС[2], в подразделениях люфтваффе и кригсмарине[1]
- Австрия[2]
- Болгария[2] — в 1936 году из Германии были поставлены 5 машин, которые поступили на вооружение болгарской армии[3][4]
- Дания — в ноябре 1936 года одна машина поступила на испытания, после завершения которых в декабре 1936 года она была куплена для датской армии. В 1938 году были закуплены ещё четыре, всего в вооружённых силах Дании использовались 20 машин[5]
- Румыния[2][1]
- Турция[2]
- Финляндия[6]

Кроме того, несколько автомашин этого типа возможно были проданы в другие страны мира.